# Schondorf am Ammersee
Schondorf am Ammersee (eller : Schondorf a.Ammersee) er en kommune i Landkreis Landsberg am Lech, Regierungsbezirk Oberbayern i den tyske delstat Bayern. Den er en del af Verwaltungsgemeinschaft Schondorf am Ammersee.

## Geografi
Schondorf er en kurby, og ligger i Region München, på vestbredden af Ammersee.
Byen er delt i Oberschondorf og Unterschondorf.